# Abascalaphus nigripes
Abascalaphus nigripes is een insect uit de familie van de vlinderhaften (Ascalaphidae), die tot de orde netvleugeligen (Neuroptera) behoort. 
Abascalaphus nigripes is voor het eerst wetenschappelijk beschreven door Van der Weele in 1909.